# Karel Horký
Karel Horký (født 4. september 1909 i Štěměchy u Třebíče - død 27. november 1988 i Brno, Tjekkiet) var en tjekkisk komponist, fagotist og lærer.
Horký studerede som ung fagot privat og spillede med flere symfoniorkestre. Han begyndte sine kompositionsstudier på Musikkonservatoriet i Prag (1937) hos bl.a. Pavel Haas. Han har skrevet 4 symfonier, orkesterværker, kammermusik, operaer, instrumentalværker, balletmusik, korværker, vokalværker etc.
Horký underviste som lærer i komposition på Musikkonservatoriet i Brno og på Janáček Academy of Music.

## Udvalgte værker
- Symfoni nr. 1 (1959) - for orkester
- Symfoni nr. 2 (1964) - for orkester
- Symfoni nr. 3 (1969) - for orkester
- Symfoni nr. 4 (1974) - for orkester
- "Musik for Prag" (1968) - for orkester
- 4 Strygerkvartetter (1938/1954/1955/1964)
- "Atlantide" (1983) - opera
- Fagotkoncert (1955) - for fagot og orkester
- Violinkoncert (1955) - for violin og orkester